# CupCakeKlas
CupCakeKlas was een televisieprogramma voorafgaand aan de CupCakeCup. In de CupCakeKlas kregen de kinderen een spoedcursus cupcake maken. Ook werden de kandidaten van de CupCakeCup voorgesteld. De spoedcursus werd gegeven door meesterpatissier Robèrt van Beckhoven. Samen met patissier Remy Duker presenteerde hij tevens de CupCakeCup. De opnames vonden plaats in de bakkerij van Van Beckhoven in Oisterwijk.